# Harrison's Flowers
(Tagline del film)
Harrison's Flowers è un film drammatico del 2000 diretto da Elie Chouraqui.
Il soggetto è tratto dal romanzo di Isabel Ellsen.

## Trama
New York, 1991. Harrison Lloyd, un fotografo di guerra, si reca in Jugoslavia per un reportage sul conflitto nei Balcani. Dovrebbe essere solo un breve viaggio, ma l'uomo non torna più indietro: a casa, sua moglie Sarah riceve la notizia che Harrison è morto nel crollo di un edificio. Poche ore dopo, la donna riceve una strana telefonata, dopo la quale si convince che il marito sia in realtà ancora vivo. Spinta inoltre da un'immagine televisiva che sembra mostrare proprio Harrison, in breve Sarah decide di partire alla ricerca del marito, credendolo sopravvissuto nella città di Vukovar.

## Produzione
Le riprese di Harrison's Flowers si sono svolte dal 4 ottobre 1999 al 12 gennaio 2000.
Anche se ambientato nella ex Jugoslavia, il film è stato girato in Repubblica Ceca, mentre le riprese a New York si sono svolte a Manhattan e a Long Island.

## Distribuzione
Il film è stato presentato in anteprima il 23 settembre 2000 al Festival Internazionale del Cinema di San Sebastián. L'uscita della pellicola negli Stati Uniti d'America fu rinviata e posticipata al 2002 in seguito agli attentati dell'11 settembre 2001.
- Francia: Harrison's Flowers - Les fleurs d'Harrison, 24 gennaio 2001
- Svezia: Harrison's Flowers, 25 gennaio 2001
- Belgio: Harrison's Flowers, 31 gennaio 2001
- Repubblica Ceca: Harisonovy kvety, 5 aprile 2001
- Spagna: Las flores de Harrison, 20 aprile 2001
- Svizzera: Harrison's Flowers, 26 aprile 2001
- Paesi Bassi: Las flores de Harrison, 14 giugno 2001
- Turchia: Harrison's Flowers, 2 ottobre 2001 (prima visione TV)
- Italia: Harrison's Flowers, 12 ottobre 2001

### Edizioni home video
In Italia, Harrison's Flowers è uscito in edizione DVD il 1º marzo 2007, distribuito dalla Eagle Pictures. Il film è disponibile con audio in lingua italiana Dolby Digital 5.1, audio originale in lingua inglese Dolby Digital 2.0 e stereo, e sottotitoli in italiano.

## Accoglienza

### Incassi
Con un budget di produzione di circa 8,000,000 di dollari, il film non è stato un successo al botteghino, e non è riuscito a rientrare delle spese, incassando nelle specifico 1,871,025 dollari negli Stati Uniti d'America (di cui 867,635 dollari nel solo weekend d'apertura), i quali, sommati ai 1,162,621 dollari guadagnati negli altri paesi, ha portato l'incasso globale alla cifra di 3,033,646 dollari.

### Critica
Per Maitland McDonagh di TV Guide il pregio migliore del film è quello di non aver rischiato di banalizzare la guerra mettendola come sfondo al servizio di una storia d'amore. Owen Gleiberman di Entertainment Weekly ha messo in risalto la prova di Adrien Brody, e ha definito la pellicola un «chintzy melodrama», lodando la vivacità e la pulizia con cui il regista Elie Chouraqui ha rappresentato il conflitto jugoslavo. Elvis Mitchell di The New York Times l'ha definito «a stupefying mix of action, politics and melodrama», trovando in questo un legame con alcune pellicole degli anni 1980 inerenti all'apartheid (come Grido di libertà), e ha sottolineato il tentativo – non del tutto riuscito – di Andie MacDowell di distaccarsi con questo film dai ruoli da commedia romantica interpretati in passato.
In Italia, la Repubblica ha trovato il film «già antico», in quanto girato prima dell'11 settembre 2001, quando «l'America era la "casa" e le guerre si combattevano altrove». Sempre su la Repubblica, Claudia Morgoglione lo definisce «un percorso allucinante in una realtà devastata», e «un'opera di finzione che però, con una precisione quasi documentaria, mostra senza sconti cos'è una guerra civile»; una pellicola che rende omaggio anche a tutti i giornalisti che operano sui fronti di guerra, i quali «per catturare un'immagine, o raccogliere una testimonianza, sono pronti a rischiare la vita». Per Paolo Boschi di Scanner invece è un film che «colpisce [...] dritto alla stomaco», che «manca di vividità di rappresentazione [ma] non risparmia crudezze inimmaginabili [e] non lesina stoccate all'ipocrisia dei benpensanti», facendo in modo di «[innescare] un buon numero di riflessioni retroattive sul significato dell'odio e della guerra».

## Riconoscimenti
- 2000 – Festival internazionale del cinema di San Sebastián
  - Premio della giuria alla miglior fotografia (Nicola Pecorini)
  - CEC Award for Best Film (Elie Chouraquie)
  - OCIC Award (Elie Chouraquie)